# Eri Tōsaka
Eri Tōsaka (登坂 絵莉, Tōsaka Eri) est une lutteuse libre japonaise née le 30 août 1993.
Elle est notamment triple championne du monde, en 2013, 2014 et 2015  dans la catégorie des moins de 48 kg.

## Palmarès

### Jeux olympiques
- Médaille d'or en lutte libre dans la catégorie des moins de 48 kg en 2016 à Rio de Janeiro

### Championnats du monde
- Médaille d'or en lutte libre dans la catégorie des moins de 48 kg en 2015 à Las Vegas
- Médaille d'or en lutte libre dans la catégorie des moins de 48 kg en 2014 à Tachkent
- Médaille d'or en lutte libre dans la catégorie des moins de 48 kg en 2013 à Budapest
- Médaille d'argent en lutte libre dans la catégorie des moins de 48 kg en 2012 à Strathcona County

### Championnats d'Asie
- Médaille de bronze en lutte libre dans la catégorie des moins de 48 kg en 2012 à Gumi

### Jeux asiatiques
- Médaille d'or en lutte libre dans la catégorie des moins de 48 kg en 2014 à Incheon

### Universiade
- Médaille d'or en lutte libre dans la catégorie des moins de 48 kg en 2013 à Kazan